# Awentyn

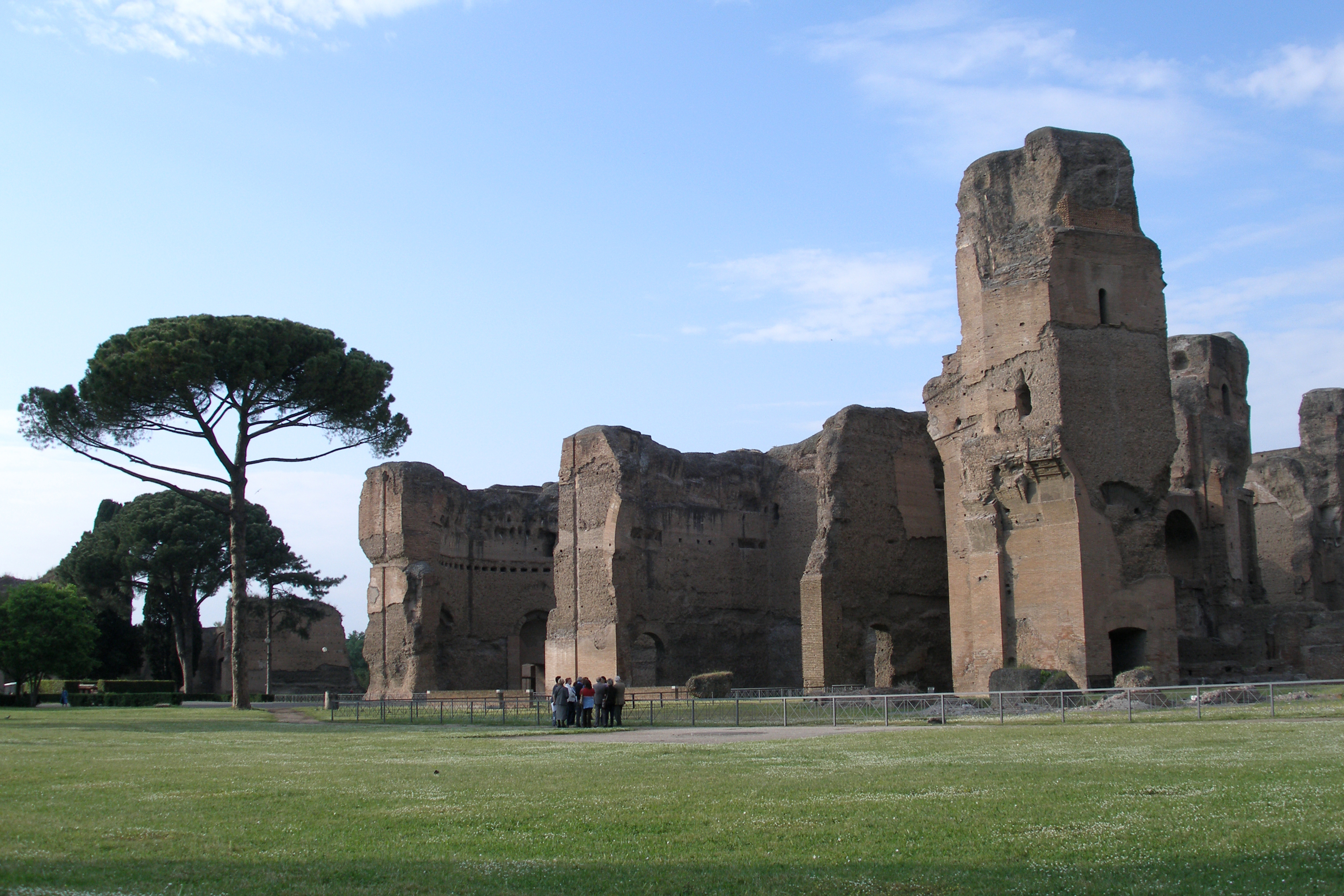
Termy Karakalli.

Awentyn (łac. Mons Aventinus, wł. Aventino) – wysunięte najbardziej na południe wzgórze w Rzymie.
Początkowo nie wchodziło w skład miasta, mimo że było objęte murami miejskimi. Uważano bowiem, że jest obarczone złym omenem po tym, jak Remus, który wybrał je na swoją siedzibę podczas auspicjum przy zakładaniu Rzymu, nie uzyskał znaku sygnalizującego aprobatę bogów dla siebie jako założyciela miasta i jego przyszłego króla.
Od 456 p.n.e. wzgórze było siedzibą plebejuszy. Znajdowało się tam archiwum gminy plebejskiej oraz świątynia bogini Minerwy, która była opiekunką rzemieślników. Do miasta wzgórze przyłączył Klaudiusz. Za czasów cesarstwa plebejski dotąd Awentyn stał się ulubioną dzielnicą rzymskiej arystokracji pełną luksusowych willi i pałaców. Tam także znajdowały się termy Decjusza i Karakalli.